# Dilworth
Pour les articles homonymes, voir Dilworth (homonymie).
La ville américaine de Dilworth est située dans le comté de Clay, dans l’État du Minnesota. Lors du recensement de 2010, sa population s’élevait à 4 024 habitants.